# Höherer Dienst an wissenschaftlichen Bibliotheken des Bundes
Der höhere Dienst an wissenschaftlichen Bibliotheken des Bundes ist in Deutschland auf Bundesebene der einzige fachspezifische Vorbereitungsdienst, der für die Laufbahn des höheren sprach- und kulturwissenschaftlichen Dienstes eingerichtet ist (Anlage 2 BLV). Er soll die Beamten befähigen, die Aufgaben in allen Arbeitsbereichen des Bibliothekswesens wahrzunehmen (§ 2 Abs. 1 LAP-hDBiblV).

## Allgemeines
Grundlegende Regelungen trifft die „Verordnung über die Laufbahn, Ausbildung und Prüfung für den höheren Dienst an wissenschaftlichen Bibliotheken des Bundes“ (LAP-hDBiblV). Der Vorbereitungsdienst vermittelt neben dem Fachwissen insbesondere auch die Grundlagen für das zur Aufgabenwahrnehmung erforderliche Verständnis für kulturelle, rechtliche, politische, wirtschaftliche, technische und soziale Fragen (§ 2 LAP-hDBiblV).
Einstellungsbehörden sind die obersten Bundesbehörden, die Bundesanstalt Die Deutsche Bibliothek und die Stiftung Preußischer Kulturbesitz (§ 8 Abs. 1 S. 1 LAP-hDBiblV). Ausbildungsbibliotheken sind grundsätzlich die Bundesanstalt Die Deutsche Bibliothek, die Staatsbibliothek zu Berlin Preußischer Kulturbesitz, die Bibliothek des Ibero-Amerikanischen Instituts Preußischer Kulturbesitz, die Bibliothek des Deutschen Bundestages und die Universitätsbibliotheken der Universitäten der Bundeswehr (§ 3 Abs. 2 S. 1 LAP-hDBiblV). 
Mit der Einstellung in den Vorbereitungsdienst werden die Bewerber unter Berufung in das Dienstverhältnis eines Beamten auf Widerruf zu Bibliotheksreferendaren (Dienstbezeichnung) ernannt (§ 8 Abs. 1 LAP-hDBiblV). Der Vorbereitungsdienst dauert zwei Jahre. Er umfasst die praktische Ausbildung in bibliothekarischen Schwerpunktbereichen und die theoretische Ausbildung (§ 9 Abs. 1 LAP-hDBiblV). Die theoretische Ausbildung dauert zwölf Monate und findet an einer Hochschule statt (§ 9 Abs. 2 LAP-hDBiblV). Die praktische Ausbildung umfasst das Praktikum I (großes Praktikum) von zehn Monaten und das Praktikum II (kleines Praktikum) von zwei Monaten (§ 9 Abs. 3 LAP-hDBiblV).

## Dienst- und Amtsbezeichnungen
Die Beamten führen im Vorbereitungsdienst und danach folgende Dienst- und Amtsbezeichnungen: 
| Besoldungsgruppe              | Dienst-/Amtsbezeichnung       | Bemerkung                                |
| ----------------------------- | ----------------------------- | ---------------------------------------- |
| Anwärterbezüge höherer Dienst | Bibliotheksreferendar         | Dienstbezeichnung im Vorbereitungsdienst |
| A 13                          | Bibliotheksrat                | Eingangsamt                              |
| A 14                          | Bibliotheksoberrat            | Beförderungsamt                          |
| A 15                          | Bibliotheksdirektor           | Beförderungsamt                          |
| A 16                          | Leitender Bibliotheksdirektor | Beförderungsamt                          |

Die Beförderungsämter sind regelmäßig zu durchlaufen. 